# Oxyfluorure
En chimie, on appelle oxyfluorure un composé qui est à la fois un oxyde et un fluorure.
Exemples d'oxyfluorures :
- Fluorure de nitrosyle NOF
- Fluorure de perchloryle ClO3F
- Oxyfluorure de phosphore POF2H
- Oxyfluorure de seaborgium SgO2F2
- Oxyfluorure de sélénium SeOF2
- Oxyfluorure de xénon, qui désigne une famille de composés XeOnFp où n = 1, 2 ou 3, et p = 2 ou 4, vérifiant l'inégalité 2n+p ≤ 8.
- etc.